# Русаков Максим Григорович
Русаков Максим Григорович (21 квітня 1906 року — 1970 року) — український економіко-географ, кандидат географічних наук, доцент Київського національного університету імені Тараса Шевченка.

## Біографія
Народився 21 квітня 1906 року в селі Тимоновичі Чернігівської губернії, тепер Семенівський район Чернігівської області. Закінчив у 1929 році кредитний факультет Київського кооперативного інституту. 1929 року починає працювати інструктором Сільськогосподарьського і Державного банків в Хабаровську. У 1931 році закінчує аспірантуру Київського інженерно-економічного інституту. 1933 року асистент з економічної географії, доцент Вищої сільськогосподарської комуністичної школи. У 1933–1934 роках декан факультету Київського інженерно-економічного інституту. У 1946 році старший викладач Київського державного педагогічного інституту ім. О. М. Горького. У 1946–1949 роках завідувач кафедри географії, у 1949–1950 заступник директора наукової і навчальної частини Учительського інституту. Кандидатська дисертація з географічної характеристики Дрогобицької області захищена в 1949 році. У 1950–1951 роках доцент Київського педагогічного інституту. У Київському університеті працює з 1952 року завідувачем кафедри методики географії, з 1955 року доцент кафедри географії, з 1956 року доцент кафедри економічної географії. З 1959 року — науковий співробітник науково-методичного кабінету заочної освіти в галузі географічно-економічних наук при Київському університеті. У 1961 році став доцентом Української сільськогосподарської академії.

## Нагороди і відзнаки
Нагороджений орденом Червоної Зірки у 1943 році, медаллю «За Перемогу над Німеччиною у Великій Вітчизняній війні 1941–1945 роках» у 1945 році.

## Наукові праці
Автор 24 наукових праць. Основні праці:
1. Основні вимоги до лекцій з географічних дисциплін у вищій школі. — К., 1957.
2. Методика краєзнавчих досліджень населеного пункту та його околиць. У 2-х ч. — К., 1958–1959.
3. Маршрут науково-географічних екскурсій по Києву і його околицях. — К., 1960.
4. Київ — столиця Радянської України. — К., 1960.